# Album al numero uno nella Billboard 200 nel 2010

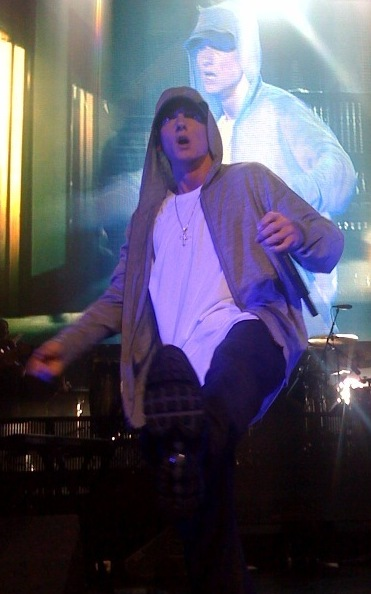
Con circa 3.4 milioni di copie vendute entro l'anno, Recovery di Eminem è stato l'album più venduto del 2010

Di seguito è proposta la lista degli album al numero uno nella Billboard 200 nel 2010. La Billboard 200, pubblicata dalla rivista Billboard, è una classifica settimanale che considera i 200 album e EP più venduti negli Stati Uniti. I dati sono raccolti e compilati dalla Nielsen SoundScan prendendo in considerazione le vendite fisiche e digitali degli album accumulate settimanalmente.
Nel 2010 sono stati 30 gli album che hanno raggiunto la prima posizione della Billboard 200, ai quali si aggiunge I Dreamed a Dream della cantante britannica Susan Boyle che aveva raggiunto la vetta a fine 2009.
Il settimo album in studio del rapper americano Eminem, Recovery, è stato l'album più venduto dell'anno, con 3.42 milioni di copie, nonché quello con la più lunga permanenza alla vetta grazie alle 7 settimane non consecutive spese in prima posizione.
Speak Now, il terzo album in studio della cantautrice country americana Taylor Swift, ha debuttato con più di un milione di copie vendute nella prima settimana di disponibilità, diventando il primo album country di una cantante femminile a ottenere tale risultato e il secondo con il miglior debutto di sempre in termini di vendite, dietro solo a Double Live (1998) di Garth Brooks (1.085 milioni di copie nella settimana di apertura).
I Dreamed a Dream è stato l'album con le migliori prestazioni generali ottenute, concludendo alla prima posizione della classifica di fine anno Billboard 200 Year-End.

## Billboard 200
| † | Indica l'album con le migliori prestazioni del 2010 |

| Data         | Album                                  | Artista           | Tot. sett. #1 | Unità vendute | Fonti  |
| ------------ | -------------------------------------- | ----------------- | ------------- | ------------- | ------ |
| 2 gennaio    | I Dreamed a Dream †                    | Susan Boyle       | 6             | 661.000       | [ 7 ]  |
| 9 gennaio    | I Dreamed a Dream †                    | Susan Boyle       | 6             | 510.000       | [ 8 ]  |
| 16 gennaio   | I Dreamed a Dream †                    | Susan Boyle       | 6             | 120.000       | [ 9 ]  |
| 23 gennaio   | Animal                                 | Kesha             | 1             | 152.000       | [ 10 ] |
| 30 gennaio   | Contra                                 | Vampire Weekend   | 1             | 124.000       | [ 11 ] |
| 6 febbraio   | Hope for Haiti Now                     | Artisti vari      | 1             | 171.000       | [ 12 ] |
| 13 febbraio  | Need You Now                           | Lady Antebellum   | 4             | 481.000       | [ 13 ] |
| 20 febbraio  | Need You Now                           | Lady Antebellum   | 4             | 209.000       | [ 14 ] |
| 27 febbraio  | Soldier of Love                        | Sade              | 3             | 502.000       | [ 15 ] |
| 6 marzo      | Soldier of Love                        | Sade              | 3             | 190.000       | [ 16 ] |
| 13 marzo     | Soldier of Love                        | Sade              | 3             | 127.000       | [ 17 ] |
| 20 marzo     | Need You Now                           | Lady Antebellum   | 4             | 126.000       | [ 18 ] |
| 27 marzo     | Battle of the Sexes                    | Ludacris          | 1             | 137.000       | [ 19 ] |
| 3 aprile     | Need You Now                           | Lady Antebellum   | 4             | 93.000        | [ 20 ] |
| 10 aprile    | My World 2.0                           | Justin Bieber     | 4             | 283.000       | [ 21 ] |
| 17 aprile    | Raymond v. Raymond                     | Usher             | 1             | 329.000       | [ 22 ] |
| 24 aprile    | My World 2.0                           | Justin Bieber     | 4             | 102.000       | [ 23 ] |
| 1º maggio    | My World 2.0                           | Justin Bieber     | 4             | 92.000        | [ 24 ] |
| 8 maggio     | Glee: The Music, The Power of Madonna  | Cast di Glee      | 1             | 98.000        | [ 25 ] |
| 15 maggio    | The Adventures of Bobby Ray            | B.o.B             | 1             | 84.000        | [ 26 ] |
| 22 maggio    | The Oracle                             | Godsmack          | 1             | 117.000       | [ 27 ] |
| 29 maggio    | My World 2.0                           | Justin Bieber     | 4             | 60.000        | [ 28 ] |
| 5 giugno     | Glee: The Music, Volume 3 Showstoppers | Cast di Glee      | 2             | 136.000       | [ 29 ] |
| 12 giugno    | Glee: The Music, Volume 3 Showstoppers | Cast di Glee      | 2             | 63.000        | [ 30 ] |
| 19 giugno    | To the Sea                             | Jack Johnson      | 1             | 243.000       | [ 31 ] |
| 26 giugno    | Glee: The Music, Journey to Regionals  | Cast di Glee      | 1             | 154.000       | [ 32 ] |
| 3 luglio     | Thank Me Later                         | Drake             | 1             | 447.000       | [ 33 ] |
| 10 luglio    | Recovery                               | Eminem            | 7             | 741.000       | [ 34 ] |
| 17 luglio    | Recovery                               | Eminem            | 7             | 313.000       | [ 35 ] |
| 24 luglio    | Recovery                               | Eminem            | 7             | 229.000       | [ 36 ] |
| 31 luglio    | Recovery                               | Eminem            | 7             | 195.000       | [ 37 ] |
| 7 agosto     | Recovery                               | Eminem            | 7             | 187.000       | [ 38 ] |
| 14 agosto    | Nightmare                              | Avenged Sevenfold | 1             | 163.000       | [ 39 ] |
| 21 agosto    | The Suburbs                            | Arcade Fire       | 1             | 156.000       | [ 40 ] |
| 28 agosto    | Recovery                               | Eminem            | 7             | 133.000       | [ 41 ] |
| 4 settembre  | Recovery                               | Eminem            | 7             | 116.000       | [ 42 ] |
| 11 settembre | Teenage Dream                          | Katy Perry        | 1             | 192.000       | [ 43 ] |
| 18 settembre | Asylum                                 | Disturbed         | 1             | 179.000       | [ 44 ] |
| 25 settembre | Kaleidoscope Heart                     | Sara Bareilles    | 1             | 90.000        | [ 45 ] |
| 2 ottobre    | A Thousand Suns                        | Linkin Park       | 1             | 241.000       | [ 46 ] |
| 9 ottobre    | You Get What You Give                  | Zac Brown Band    | 1             | 153.000       | [ 47 ] |
| 16 ottobre   | Hemingway's Whiskey                    | Kenny Chesney     | 1             | 183.000       | [ 48 ] |
| 23 ottobre   | Bullets in the Gun                     | Toby Keith        | 1             | 71.000        | [ 49 ] |
| 30 ottobre   | I Am Not a Human Being                 | Lil Wayne         | 1             | 125.000       | [ 50 ] |
| 6 novembre   | The Incredible Machine                 | Sugarland         | 1             | 203.000       | [ 51 ] |
| 13 novembre  | Speak Now                              | Taylor Swift      | 2             | 1.047.000     | [ 52 ] |
| 20 novembre  | Speak Now                              | Taylor Swift      | 2             | 320.000       | [ 53 ] |
| 27 novembre  | The Gift                               | Susan Boyle       | 4             | 318.000       | [ 54 ] |
| 4 dicembre   | The Gift                               | Susan Boyle       | 4             | 335.000       | [ 55 ] |
| 11 dicembre  | My Beautiful Dark Twisted Fantasy      | Kanye West        | 1             | 496.000       | [ 56 ] |
| 18 dicembre  | The Gift                               | Susan Boyle       | 4             | 272.000       | [ 57 ] |
| 25 dicembre  | The Gift                               | Susan Boyle       | 4             | 243.000       | [ 58 ] |

Note:
1. ↑  Ha raggiunto il numero uno anche nel 2009
2. ↑  Ha raggiunto il numero uno anche nel 2011